# فريدريش الأول دوق شوابيا
فريدريش الأول فون بورن (1050 - 21 يوليو 1105)؛ كان دوق شوابيا منذ عام 1079 حتى وفاته، كان أول حاكم لشوابيا من آل هوهنشتاوفن، باعتباره ابن فريدريش فون بورن وهيلدغارد ابنة شقيق البابا ليو التاسع.

## الحياة

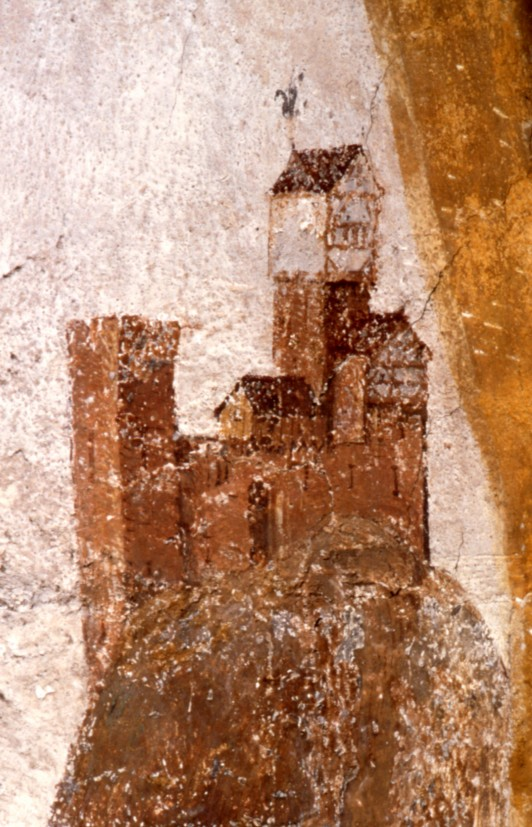
لوحة جدارية لقلعة هوهنشتاوفن

عندما خلف فريدرش والده استطاع بنى قلعة هوهنشتاوفن على سلسلة جبال شفابن جورا التي أصبحت مقراً عائلة هوهنشتاوفن لاحقاً، وأيضا أسس دير لـ البندكتيين في موقع قلعة لورش سابقاً وبذلك بفضل والدته التي كانت تحكم أراضي في ألزاس حول شيليستادت وهاغويناو.
أثناء نزاع التنصيب تم انتخاب دوق شوابيا رودولف من راينفيلدن كـ ملك منافس لـ هاينريش الرابع ملك ألمانيا، ظل فريدرش مؤيداً مخلصاً له، وبدروه هذا قُدمت له دوقية شوابيا في 1079 وزواج من ابنته أغنيس، فريدرش لم يحكم سوى الأجزاء الشمالية من شوابيا من أسفل نهر أولم وصولاً إلى نهر الدانوب بحيث نافسه رودولف ابن برتولد الأول، دوق شوابيا وبرتولد من تسرينغن في اللقب، وأخيراً في 1098 تم التوصل إلى حل الوسط بين فريدرش وبرتولد من تسرينغن، حيث اقتصر منافسه إلى لقب «دوق تسرينغن» فقط، في السنوات الأخيرة من حكمه استطاع توسيع مناطقه نحو الشمال.

## الزواج
تزوج فريدريش سنة 1086/87 من أغنيس من فايبلينغن ابنة الإمبراطور هاينريش الرابع. رزقا بعدة أبناء وبنات، من بينهم:
- فريدريش الثاني دوق شوابيا (1090-1147)، وهو والد فريدرش الأول بربروسا.
- كونراد الثالث ملك ألمانيا (1093-1152).